# Чаплін Микола Павлович
Микола Павлович Чаплін (19 грудня 1902, село Рогнедино Смоленської губернії, тепер селище Брянської області, Російська Федерація — розстріляний 23 вересня 1938, місто Москва) — радянський комсомольський і партійний діяч, 1-й секретар ЦК РКСМ, 2-й секретар Закавказького крайового комітету ВКП(б), начальник Південно-Східної залізниці. Член Бюро ЦК РКСМ у 1924—1928 роках. Кандидат у члени ЦК ВКП(б) у 1924—1934 роках. Кандидат у члени Організаційного бюро ЦК ВКП(б) з 2 червня 1924 по 26 червня 1930 року. Жертва сталінських репресій.

## Життєпис
Народився в родині священника і вчительки. Закінчив сільську школу. У 1912 році вступив до Олександрівського реального училища в Смоленську (закінчив п'ять класів). У 1918 році створив у своєму училищі організацію молодих комуністів, а в кінці року залишив навчання і повністю перейшов на комсомольську роботу.
Працював у паперовому магазині і в бібліотеці міста Смоленська. З березня по травень 1919 року — інструктор відділу народної освіти в Смоленську.
З червня 1919 по березень 1920 року — голова Смоленського повітово-міського комітету комсомолу (РКСМ), в апараті Смоленського губернського комітету РКСМ.
Член РКП(б) з жовтня 1919 року.
У квітні — жовтні 1920 року — відповідальний секретар Тюменського губернського комітету РКСМ.
У жовтні 1920 — липні 1921 року — відповідальний секретар Смоленського губернського комітету РКСМ.
До вересня 1921 року — завідувач відділу політичної просвіти Єкатеринбурзького губернського комітету РКСМ.
28 вересня 1921 — жовтень 1922 року — завідувач відділу політичної освіти (політпросвітвідділу) ЦК РКСМ. Одночасно 21 червня — 14 вересня 1922 року — голова Бюро ЦК РКСМ із роботи серед дітей (Центрального бюро юних піонерів при ЦК РКСМ).
У жовтні 1922 — 1924 року — секретар Закавказького крайового комітету РКСМ.
У квітні — липні 1924 року — секретар, у липні 1924 — 16 березня 1925 року — 1-й секретар ЦК РЛКСМ.
16 березня 1925 — 5 травня 1928 року — генеральний секретар ЦК РЛКСМ (ВЛКСМ).
У 1928 році під чужим ім'ям найнявся на торгове судно матросом і відвідав Німеччину, Англію, Бельгію, Португалію і Туреччину.
У 1928—1930 роках — слухач Курсів марксизму-ленінізму при ЦК ВКП(б).
8 травня — 19 листопада 1930 року — 2-й секретар Закавказького крайового комітету ВКП(б).
У 1931—1933 роках — член Президії Центральної Спілки споживчих товариств СРСР, голова Всесоюзного управління з кооперативного харчування.
У 1933—1937 роках — начальник політичного відділу Мурманської (з 1935 року — Кіровської) залізниці в місті Мурманську.
До червня 1937 року — начальник Південно-Східної залізниці.
28 червня 1937 року заарештований органами НКВС СРСР. Розстріляний 23 вересня 1938 року в Москві.
Реабілітований військовою колегією Верховного суду СРСР 9 липня 1955 року, 9 серпня 1955 року рішенням КПК при ЦК КПРС посмертно відновлений в КПРС.

## Нагороди і звання
- орден Леніна (4.04.1936)